# کیم کوم یونگ
کیم کوم یونگ (انگلیسی: Kim Kum-yong؛ زادهٔ ۱۷ اوت ۲۰۰۱) تنیس‌باز اهل کره شمالی است.
وی در مسابقات کشوری و بین‌المللی در مجموع برندهٔ ۱ مدال نقره شده است.